# José Miguel Prieto Castillo
José Miguel Prieto Castillo (Albacete, 22 de novembre de 1971) és un exfutbolista castellanomanxec, que ocupava posició de defensa.
Després de passar per les divisions inferiors de l'Albacete Balompié, Prieto va pertànyer gairebé tota la seua carrera a la disciplina del Sevilla FC, club en el qual va romandre 14 temporades, des de la 89/90 fins a la temporada 02/03, jugant 251 partits de Lliga amb els andalusos i marcant dos gols.
La trajectòria del defensa va ser irregular, tot combinant campanyes de titular indiscutible (40 partits la temporada 95/96) amb altres que tot just aplegava a la desena de partits (13 la temporada 93/94). Amb el Sevilla va viure dos ascensos i dos descensos entre Primera i Segona Divisió.